# Josef Klempera
Josef Klempera (30. srpna 1926 Tachlovice, Československo – 19. července 2011) byl český prozaik a autor odborné a naučné literatury.

## Dílo

### Odborná a naučná literatura
- Krásný dvůr, státní zámek a okolí (spoluautor), 1954
- Malíř a domov – Cyril Bouda a Kladno, 1958
- Literární výlety do okresů, 1958
- Krápníkové jeskyně u Koněprus, 1961
- Kotys a Čertovy schody, 1961
- Od pramene Labe k Vysočině, 1962
- Knižní obchod a technika prodeje (spoluautor učebnice), 1964
- Květomluva aneb Řekni to květinou, 1996
- série Vodní mlýny v Čechách I–IX, 2000–2004
- Tachlovice. Historie a současnost, 2007
- Ořech, Jindřich Šimon Baar v Ořechu, 2008
- Cyril Bouda – Malířova Malá mořská víla, 2011

### Próza
- Vlastenci s knihou (novoroční tisk), 1956
- Roznašeč knih (novoroční tisk), 1957
- Pomněnky, 1959
- Litomyšlská romance, 1965
- Láska a slzy, 1969
- Stříbrný kahanec, 1973
- Rusalčino jezírko, 1977
- Český snář, 1990
- Bílý Indián, 1993
- Smrt v pralese, 1995
- Slavia stoletá, 1995
- sborník Nevěry, 2006